# 陶士伋
陶士伋（？—？），湖南宁乡人，是一名清朝政治人物。举人出身。
陶士伋曾于1753年接替王纬任娄县知县一职，1755年由郑王弼接任。